# Nicola Ghiuselev
 (avril 2010).
Si vous disposez d'ouvrages ou d'articles de référence ou si vous connaissez des sites web de qualité traitant du thème abordé ici, merci de compléter l'article en donnant les références utiles à sa vérifiabilité et en les liant à la section « Notes et références ».
Nicolas (Nikola) Ghiuselev (en bulgare : Никола Гюзелев) est un chanteur d'opéra (basse) bulgare, né le 17 août 1936 à Pavlikeni (Bulgarie) et mort le 16 mai 2014,.

## Biographie

### Jeunesse
Nicolas Ghuiselev est né le 17 août 1936, à Pavlikeni (Bulgarie).
Son père, Nikolai Ghiuselev, jardinier de profession, était un virtuose du violon. Autodidacte, il fabriquait lui-même ses instruments de musique. Sa mère, Elisaveta (Elisabeth), était couturière. Mais dans sa jeunesse elle participait à des troupes de théâtre amateur[réf. nécessaire].
Nicolas Ghuiselev commence à chanter dès son plus jeune âge. Son intérêt pour l'opéra se manifeste vers l'âge de 15 ans, après avoir entendu à la radio le monologue de Boris de l'opéra Boris Godounov de Moussorgski, interprété par Edmond Kossowski[réf. nécessaire].
En 1954, il termine ses études secondaires à Sofia. Quatre ans plus tard, il est diplômé de l'Académie Nationale des Beaux Arts avec spécialité « peinture » (sa deuxième passion).
En 1955, il commence à étudier le chant lyrique sous la direction d'Ilia Iossifov (ténor). En 1960, c'est le baryton Christo Brambarov qui devient son professeur.
Pendant ses études universitaires, il est soliste de la Chorale académique Georgi Dimitrov ainsi que de l'Ensemble de chants et danses auprès du Ministère de l'Intérieur.

### Carrière
En 1960 il est stagiaire, ensuite titulaire à l’Opéra national à Sofia, où il débute le 27 juin 1961, avec le rôle de Timur, dans l’opéra Turandot, de Giacomo Puccini[réf. nécessaire].
On peut considérer l'année 1965 comme l'année-clé de sa carrière internationale : tournée européenne (Allemagne, Pays-Bas, France), avec l'Opéra de Sofia, suivie par des représentations au Metropolitan Opera à New York (Ramphis dans Aida, de Verdi), le rôle de Philippe II dans Don Carlo ainsi que le rôle-titre de Boris Godounov)[réf. nécessaire].
En deux saisons au Metropolitan Opera, il chante Raimondo dans Lucia di Lammermoor, le Commandeur dans Don Giovanni et Colline dans La Bohème.
Une brillante carrière internationale s'ouvre devant Ghiuselev. Les scènes les plus prestigieuses du monde l'accueillent, parmi lesquelles : l'Opéra d'état de Berlin, La Scala de Milan, l'Opéra d’État de Vienne, l'Opéra de Monte-Carlo, l'Opéra Garnier à Paris, la Royal Opera House à Londres, Arènes de Vérone.[réf. nécessaire]
En 1973, à Téhéran, le destin croise son chemin avec celui de son idole, Edmond Kossowski. Cette fois-ci, Ghuiselev joue le rôle de Boris Godounov et Kossowski, celui de Pimène.

### Famille
Nicola Ghiuselev est marié avec l’actrice Anna-Maria Ghuiseleva depuis 1984. Ils ont une fille - Adriana (1985).
Lui et son ex-femme Roumiana (Румяна), divorcés en 1973, ont deux fils, les artistes peintres et illustrateurs Chavdar Ghiuselev et Iassen Ghiuselev.

## Rôles
- Vincenzo Bellini : I puritani (en français : Les Puritains) (Giorgio), Norma (Oroveso), La sonnambula (Le comte Rodolfo)
- Georges Bizet : Carmen (Escamillo), Les Pêcheurs de perles (Nourabad)
- Hector Berlioz : Benvenuto Cellini (opéra) (Salviati), Les Troyens (Narbal), La Damnation de Faust (Méphistophélès)
- Arrigo Boito : Mefistofele (Mefistofele)
- Luigi Canepa : Riccardo III (Riccardo III)
- Charles Gounod : Faust (Méphistophélès), Roméo et Juliette (Frère Laurent)
- Modeste Moussorgski : Boris Godounov (Boris Godounov, Pimène, Varlaam), La Khovanchtchina (Ivan Khovanski, Dosifeï)
- Jacques Offenbach: Les Contes d'Hoffmann (Le conseiller Lindorf, Coppélius, Le capitaine Dapertutto, Le docteur Miracle)
- Giacomo Puccini: Turandot (Timur), La Bohème (Colline), Tosca (Le baron Scarpia)
- Giuseppe Verdi: Don Carlos (Philippe II, Le Grand Inquisiteur), Simon Boccanegra (Jacopo Fiesco), Aida (Ramphis), La forza del destino (Padre Guardianoà), Nabucco (Zaccaria), Attila (opéra) (Attila), La traviata (Le baron Duphol), Rigoletto (Sparafucile), Il trovatore (Ferrando), Les Vêpres siciliennes (Jean de Procida)